# Пытки американских военнопленных в Северном Вьетнаме

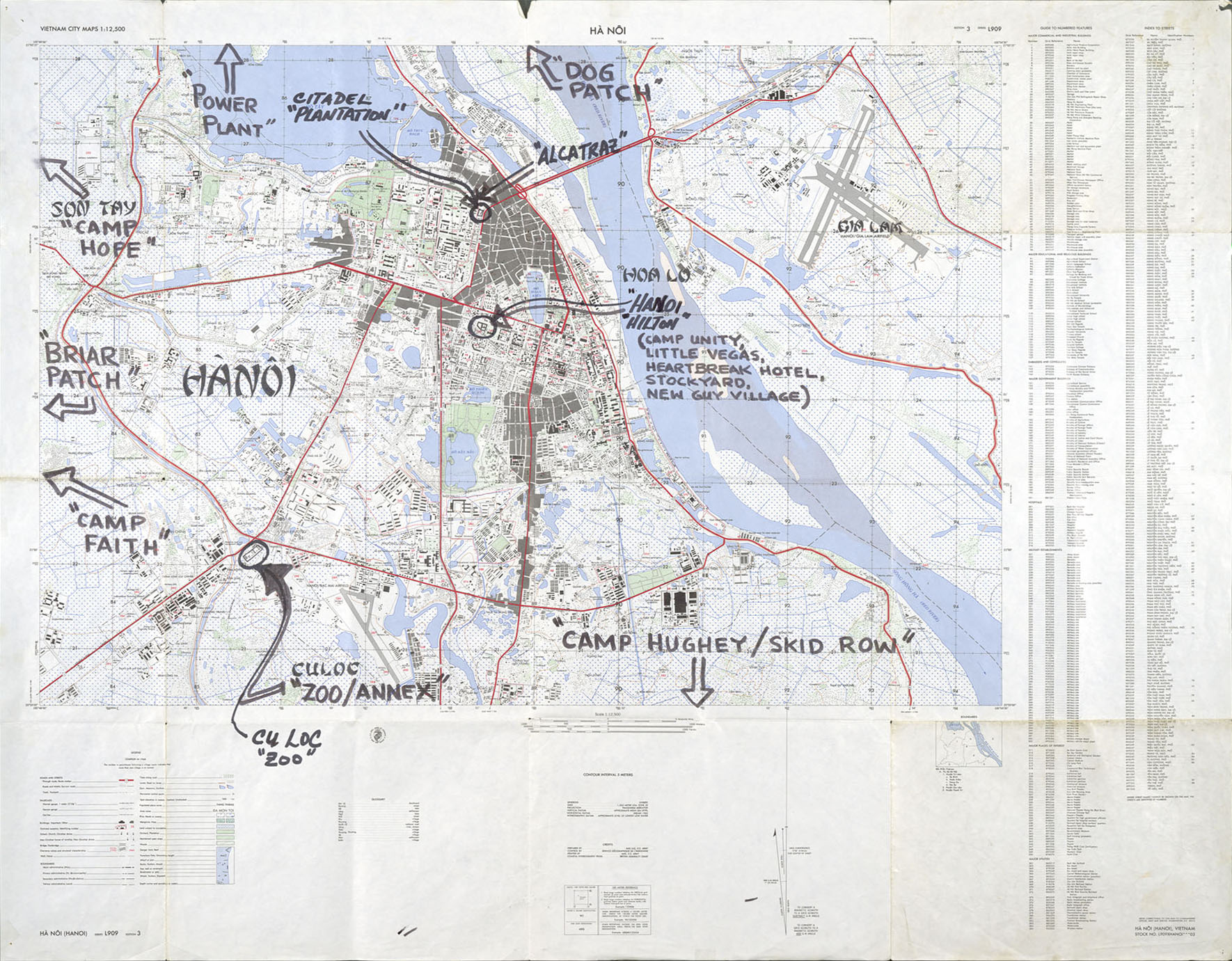
Объекты, обозначенные на карте Ханоя бывшим американским военнопленным, в т. ч. тюрьмы Алькатрас и Хоало («Ханой Хилтон»)

Пытки американских военнопленных в Северном Вьетнаме происходили в период активного участия США во Вьетнамской войне в 1965—1973 годах.

## История
Поскольку в ходе наземных боевых действий в Южном Вьетнаме американские военнослужащие достаточно редко попадали в плен (а те, которые были пленены, не всегда отправлялись на Север), основную часть пленных в Северном Вьетнаме составляли военные лётчики, сбитые главным образом во время бомбардировочных кампаний «Rolling Thunder» (1965—1968) и «Linebacker I» (1972). 
Вьетнамцы отказывались признавать попавших в плен американцев военнопленными, поскольку между США и Северным Вьетнамом формально не было состояния войны, и считали их «военными преступниками». Пилоту ВМС США Говарду Ратледжу после пленения было заявлено следующее: «Ты не военнопленный. Твоё правительство не объявляло войну вьетнамскому народу… Тебя не защищает международное законодательство». Томас Мо, бывший на момент своего пленения 1-м лейтенантом ВВС, писал: «Я обнаружил, что тебя могут подвергнуть пыткам за то, что ты обвинил их в использовании пыток». 
Как сообщает «Энциклопедия Вьетнамской войны» под редакцией военного историка Спенсера Такера, жестокие и систематические пытки, которым подвергались американские пилоты, хорошо задокументированы, хотя вьетнамская сторона до сих пор отрицает факт их использования.

В те дни этим обычно занимался преимущественно один и тот же человек. Я думаю, они [вьетнамцы] поняли, что при отсутствии более-менее квалифицированного специалиста по пыткам довести человека до смерти можно запросто. Тот, о котором я говорю, заработал себе прозвище 'Прутопут', — у нас каждый охранник в лагере получал прозвище — потому что он умел с помощью металлических прутьев и пут загибать человека в какие угодно вывороченные позы, чтобы вызывать боль, но он был очень искусен в этом деле. Он знал пределы, до которых можно было выгибать руки и ноги, не ломая их, и в этом… Во всём этом было что-то нереальное. Он приходил, не выражая никаких эмоций. Пытки были его работой. Он был профессиональный специалист по пыткам. <…> Я думаю, они поняли, может быть, из предыдущих случаев, когда чрезмерно горячие специалисты по пыткам загубили несколько пленных, что им надо было завести вот такого человека.— свидетельство Уильяма Лоренса, лётчика ВМС США, попавшего в плен в 1967 году
Вьетнамцы пытали пленных прежде всего для того, чтобы сломить их волю, заставить предать своих товарищей, восхвалять снисходительность своих тюремщиков, подписывать письма с призывом прекратить войну и признаваться в военных преступлениях. 
Лео Торснесс, удостоенный за свой героизм во Вьетнаме Медали Почёта, отмечал: «Я и многие другие пленные подвергались жестоким пыткам — некоторых пытали до смерти. Несколько [из нас] написали книги. В книге Джона "Майка" Макграта „Военнопленный: Шесть лет в Ханое“ присутствуют яркие зарисовки пыток». 
Лётчик ВМС США Джеремия Дентон в 1966 году находился под пытками четыре дня и три ночи — таким образом его «готовили» к встрече с японским журналистом, известным своей симпатией к Северному Вьетнаму. 
Эверетту Альваресу несколько дней не давали спать, затем сковали руки за спиной, порезав запястья до костей, и били до тех пор, пока он не согласился написать письмо с признанием того, что совершал «военные преступления» против вьетнамского народа. 
Как отмечается в исследовании Военно-морского медицинского исследовательского центра в Сан-Диего, для получения подобного рода свидетельств вьетнамцы отказывали в медицинской помощи тяжело раненым или травмированным пленным, и даже ухудшали ранения и травмы. 
Также, пытки применялись и в качестве наказания за любые нарушения лагерного режима (свист, пение, разговоры).
Для пыток часто использовались кандалы и верёвки. Пытка с применением верёвок была одной из самых болезненных — пленному крепко связывали руки за спиной (у локтей и на запястьях), после чего заводили их вверх и вперёд. Такая методика приводила к остаточному параличу и потере чувствительности рук на долгое время (в некоторых случаях — на многие годы после освобождения из плена). 
Одной из распространённых форм пытки было лишение сна. Пленного привязывали или приковывали к стулу, заставляя сидеть в одном положении дни напролёт и при этом не позволяя спать. Томас Мо вспоминал, как однажды его заставили сидеть на стуле в течение 10 суток. Лейтенант ВМС Майк Макграт отмечал, что некоторые заключённые подвергались такой пытке 15-20 дней без перерыва. Лейтенант Джеймс Уорнер провёл без сна три недели. 
Некоторые формы пыток были очень простыми. Пленных заставляли проводить долгое время в неудобном положении — например, часами стоять на коленях на бетонном полу. Иногда под колени подкладывали карандаш.
В 1969 году двое военнопленных неудачно попытались совершить побег. Одного из них после этого пытали в течение 38 дней. Второй, капитан ВВС Эдвин Аттерберри, также подвергся пыткам (его крики были слышны на расстоянии двух тюремных блоков) и скончался через восемь дней после попытки бегства. Вьетнамцы заявили другим пленным, что он умер от «необычной болезни». В связи с этим неудавшимся побегом пыткам подверглись также многие другие заключённые, не имевшие к нему никакого отношения.
Лейтенант ВМС Джеймс Коннел находился в одиночном заключении весь период своего пребывания в плену. Вьетнамские тюремщики подвергли его пыткам, безуспешно пытаясь заставить его сделать признание в военных преступлениях. В результате у Коннела были серьёзно повреждены нервные окончания на руках и запястьях. Считая, что он симулирует, вьетнамцы в течение 120 дней пытали его электрошоком, загоняли ему под ногти иголки и кололи ими пальцы. Они грозились отрезать ему руки. В декабре 1969 года Коннела увели на очередной допрос, и никто из пленных его больше не видел. В 1974 году Северный Вьетнам передал американским представителям его останки.
Согласно исследованию центра изучения военнопленных Роберта Митчелла, в период активного использования пыток в первой половине войны пыткам с верёвками подверглись 85 % всех пленных американцев, пыткам со стулом — 67 %, в кандалы заковывались 60 %. Эффективность пыток была спорной. Некоторые пленные обнаруживали, что любой ответ на допросе, даже ложный, временно облегчает страдания. Когда вьетнамцы потребовали у лётчика морской пехоты Орсона Суиндла назвать имена командира и пилотов его эскадрильи, он под пытками перечислил членов своей школьной футбольной команды.
В 1999 году в комитете по иностранным делам конгресса США прошли слушания, посвящённые предполагаемому участию граждан Кубы в пытках американских военнослужащих во Вьетнаме. 
По оценке министерства обороны США, сделанной в 1973 году после освобождения военнопленных, во Вьетнаме под пытками умерло более 55 американских военнослужащих. По оценкам сотрудников военных архивов и активистов, занимающихся проблемами пленных, реальное число гораздо больше. По оценке американского историка Ричарда Хэллиона, всего в северовьетнамском плену умерло 113 лётчиков (данных по другим военнопленным он не приводит), из них 65 в результате пыток.